# Camille (film 1926 Barton)
Camille è un cortometraggio muto sperimentale del 1926 diretto da Ralph Barton.

## Distribuzione
Distribuito dalla Warner Bros., il film è uscito in DVD il 2 marzo 2004 in una versione di 33 minuti.

### Date di uscita
- USA  2 marzo 2004  DVD
- Brasile  2004  DVD

Alias
- Camille   USA
- Camille/ The Fate of a Coquette  (titolo alternativo)